# Seznam indonéských spisovatelů

## A

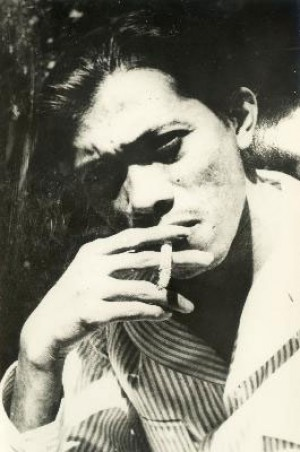
Chairil Anwar

- Chairil AnwarUcu Agustin
- Chairil Anwar
- Gadis Arivia

## D
- Damarwulan

## E
- Rustam Effendi
- Habiburrahman El Shirazy

## H

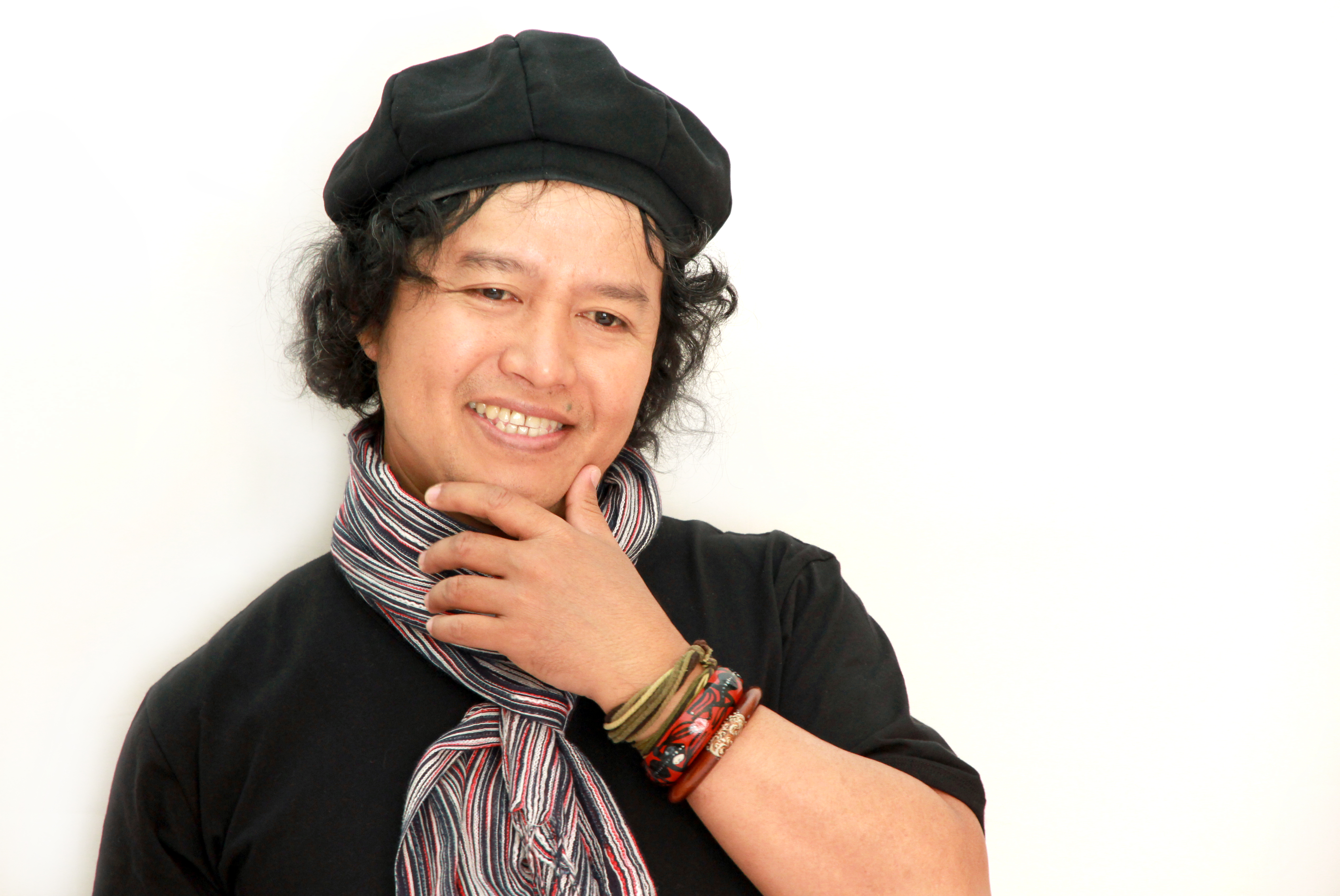
Andrea Hirata

- Andrea HirataToeti Heraty
- Dorothea Rosa Herliany
- Stefani Hid
- Andrea Hirata

## Ch

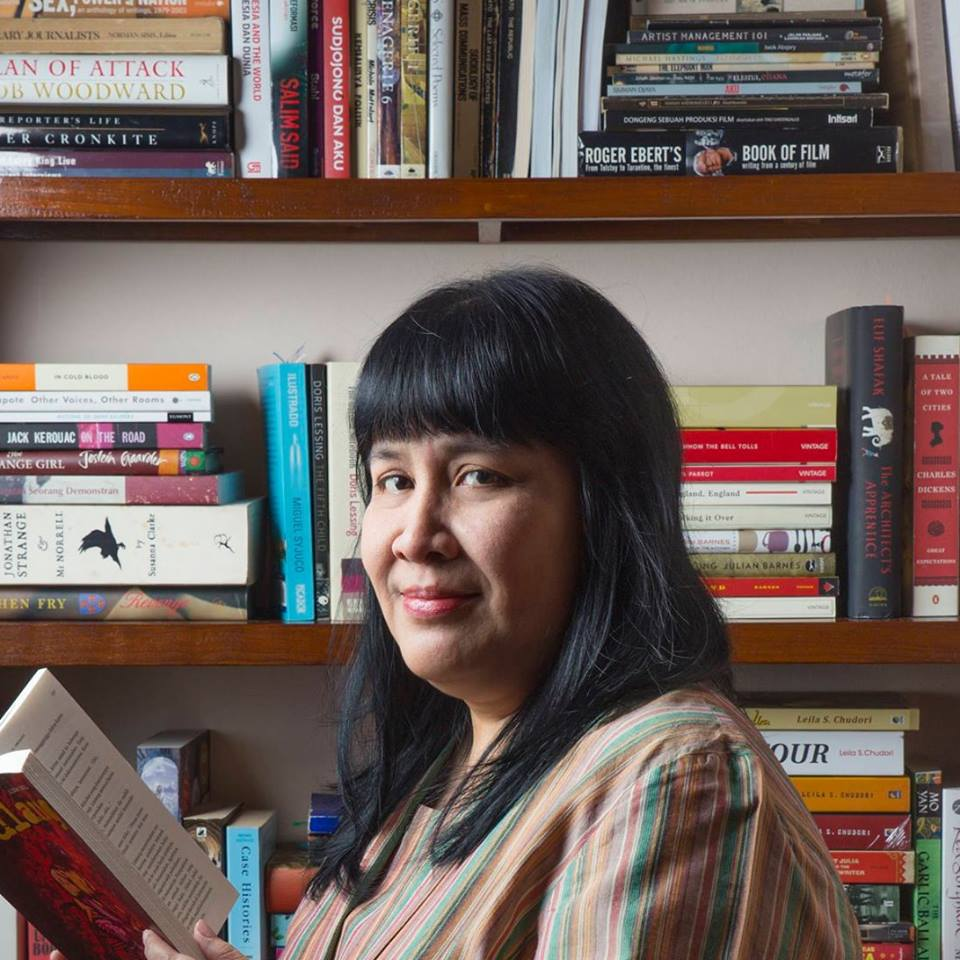
Leila Chudori (2014)

- Leila Chudori (2014)Linda Christanty
- Leila Chudori

## I
- Taufiq Ismail

## K
- Marianne Katoppo
- Umar Kayam
- Ratih Kumala

## L
- Dewi Lestari
- Mochtar Lubis

## M
- Okky Madasari

## P

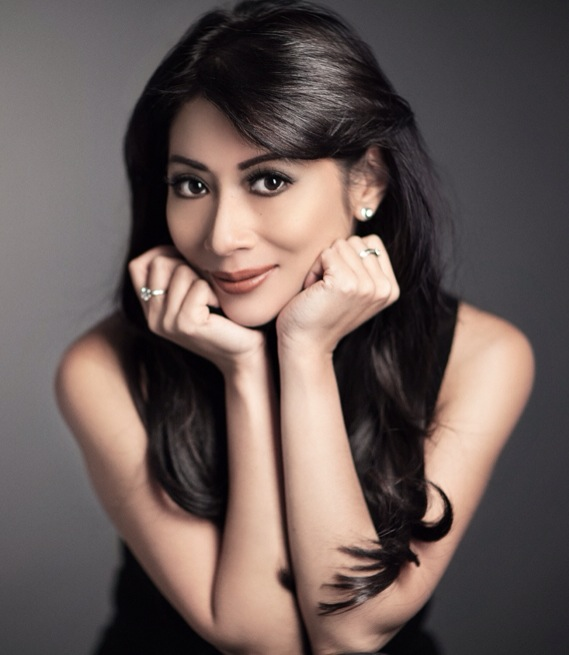
Laksmi Pamuntjak

- Laksmi PamuntjakLaksmi Pamuntjak

## R
- Willibrordus S. Rendra
- Helvy Tiana Rosa
- Siti Rukiah

## S
- Agus R. Sarjono
- Sitor Situmorang

## T
- Pramoedya Ananta Toer
- S. K. Trimurti

## U
- Ayu Utami